# Adam Irigoyen
Adam Irigoyen (Miami, 5 agosto 1997) è un attore, cantante, ballerino e rapper statunitense. È meglio conosciuto per aver interpretato Deuce Martinez nella serie di Disney Channel A tutto ritmo.

## Biografia
Adam Irigoyen inizia la sua carriera a 11 anni, apparendo in vari spot pubblicitari e inserzioni stampa. Nel 2008, compare in un episodio della serie di Disney Channel I maghi di Waverly, che lo porta a essere poi selezionato come protagonista nella serie A tutto ritmo, nel ruolo di Martin "Deuce" Martinez.
Prende parte anche allo speciale Charlie Shakes It Up, crossover fra le serie Disney A tutto ritmo e Buona fortuna Charlie. Ha anche registrato alcune canzoni per i film Disney Supercuccioli - Un'avventura da paura! e Supercuccioli a caccia di tesori.
Nel 2014, Irigoyen esordirà nel suo primo film, The Underdogs di Phillip Rhee.

## Filmografia parziale

### Televisione
- I maghi di Waverly (Wizards of Waverly Place) – serie TV, episodio 3x05 (2009)
- A tutto ritmo (Shake It Up) – serie TV, 75 episodi (2010-2013)
- Buona fortuna Charlie (Good Luck Charlie) – serie TV, episodio 2x13 (2011)
- A tutto ritmo - In Giappone (Shake It Up: Made In Japan), regia di Chris Thompson – film TV (2012)
- 2 Broke Girls – serie TV, episodio 3x24 (2014)
- Fresh Off the Boat – serie TV, episodio 2x05 (2015)
- The Last Ship – serie TV, 17 episodi (2015-2018)
- Major Crimes – serie TV, episodi 4x19 - 4x23 (2016)
- K.C. Agente Segreto (K.C. Undercover) – serie TV, episodio 2x16 (2016)
- The Fosters – serie TV, 6 episodi (2016-2018)
- Henry Danger – serie TV, episodi 5x21 - 5x34 (2019-2020)
- Bull – serie TV, episodio 6x17 (2022)

## Doppiatori italiani
Nelle versioni in italiano delle opere in cui ha recitato, Adam Irigoyen è stato doppiato da:
- Manuel Meli in A tutto ritmo, A tutto ritmo - In Giappone, The Last Ship
- Emanuele Ruzza in K.C. Agente Segreto, Bull
- Federico Campaiola in Major Crimes
- Tito Marteddu in The Fosters
- Mattia Nissolino in Henry Danger

## Discografia

### Singoli
- 2011 – Monster Mash (con Kenton Duty e Davis Cleveland, Supercuccioli - Un'avventura da paura! O.S.T.)
- 2011 – Roam (con Caroline Sunshine, Kenton Duty e Davis Cleveland, Supercuccioli a caccia di tesori O.S.T.)
- 2012 – Show Ya How (con Kenton Duty, Shake It Up: Live 2 Dance)
- 2012 – School Girl

## Premi e riconoscimenti
- Young Artist Awards:
  - 2011: nomination come Miglior gruppo musicale giovanile in una serie televisiva (come parte del cast di A tutto ritmo)[3]
  - 2012: nomination come Miglior gruppo musicale giovanile in una serie televisiva (come parte del cast di A tutto ritmo)[4]
- ALMA Award:
  - 2012: nomination come Miglior attore non protagonista in una serie televisiva comica[5]